# Список Героїв Білорусі

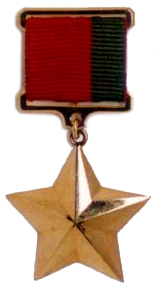
Орден Героя Білорусі

Список висвітлює нагороджених званням Герой Білорусі — найвищою державною нагородою Білорусі. 
Станом на 1 січня 2025 року нагороджено 14 осіб. 4 особам звання присвоєно посмертно.

## Статистика
Статистика подана за опублікованими указами.
Кількість нагород за роками

## Список Героїв Білорусі
| № п/п | Фото | Прізвище Ім'я По-батькові                   | Професія або посада на момент нагородження | Дата нагородження | Номер Наказу Президента Республіки Білорусь | За що нагороджено | Роки життя            |
| ----- | ---- | ------------------------------------------- | --- | ----------------- | ------------------------------------------- | --- | --------------------- |
| 1     |      | Карват Володимир Миколайович (посмертно)    | Підполковник авіації | 21 листопада 1996 | 484                                         | Загинув при виконанні навчально-тренувального польоту, відвівши падаючий літак від населеного пункту                                                                                        | 28.11.1958—23.05.1996 |
| 2     |      | Маріев Павло Лук'янович                     | генеральний директор виробничого об'єднання «БелАЗ» | 29 червня 2001    | 360                                         | За працю на підприємстві «БелАЗ» (Жодино) | 16.06.1938            |
| 3     |      | Дубко Олександр Йосипович (посмертно)       | Старшина Гродненського облвиконкому | 30 червня 2001    | 361                                         | За вклад у розвиток сільського господарства Гродненської області | 14.01.1938—04.02.2001 |
| 4     |      | Карчміт Михайло Олександрович               | Старшина агрокомбінату «Снов» Несвізького району | 30 червня 2001    | 362                                         | За вклад у розвиток сільського господарства Несвізького району Мінської області, а також за працю в Комісії з регіональної політики Ради Республіки Національних зборів Республіки Білорусь | 01.02.1949—22.05.2004 |
| 5     |      | Кремко Віталій Ілліч                        | Старшина сільськогосподарчого колективного підприємства «Кастричник» Гродненського району                                                                           | 30 червня 2001    | 362                                         | За працю в колгоспі «Прогрес» та СВК «Кастричник-Гродно» Гродненського району Гродненської області                                                                                          | 15.02.1941—03.04.2009 |
| 6     |      | Висоцький Михайло Степанович                | Генеральний директор Науково-інженерного республіканського унітарного підприємства «Біловтатракторобудівля» Національної академії наук Білорусі                     | 1 березня 2006    | 135                                         | За вклад у розвиток білоруського автомобілебудування | 10.02.1928—25.02.2013 |
| 7     |      | Прокопович Петро Петрович                   | Керівник Правління Національного банку Республіки Білорусь банку Республіки Білорусь                                                                                | 1 березня 2006    | 135                                         | За працю у банківській системі Республіки Білорусь | 03.11.1942            |
| 8     |      | Ревяко Василь Опанасович                    | Керівник сільськогосподарчого виробничого кооперативу «Прогрес-Вертелишки»                                                                                          | 1 березня 2006    | 135                                         | За працю у СПК «Прогрес — Вертелишки» Гродненського районк Гродненської області | 15.07.1948—01.07.2024 |
| 9     |      | Савицький Михайло Андрійович                | Керівник державної установи культури «Творчі академічні майстерні живопису, графіки та скульптури»                                                                  | 1 березня 2006    | 135                                         | За розвиток білоруського живопису | 18.02.1922—08.11.2010 |
| 10    |      | Філарет                                     | Митрополит Мінський та Слуцький, Патріарх Екзарх всієї Білорусі | 1 березня 2006    | 136                                         | За видатний особистий вклад у духовне відродження білоруського народу | 21.03.1935—12.01.2021 |
| 11    |      | Домрачева Дар'я Володимирівна               | Біатлоністка, триразова олімпійська чемпіонка Зимових Олімпійських ігор 2014, бронзовий призер Зимових Олімпійських ігор 2010, дворазова чемпіонка світу з біатлону | 17 лютого 2014    | [ 8 ]                                       | За здійснення спортивного подвигу (3-х разова олімпійська чемпіонка) | 03.08.1986            |
| 12    |      | Куконенко Микита Борисович (посмертно)      | військовий льотчик | 24 листопада 2021 | 457                                         | За мужність і героїзм, проявлені під час виконання військового обов'язку | 18.09.1998—19.05.2021 |
| 13    |      | Нічипорчик Андрій Володимирович (посмертно) | військовий льотчик | 24 листопада 2021 | 457                                         | За мужність і героїзм, проявлені під час виконання військового обов'язку | 17.10.1987—19.05.2021 |
| 14    |      | Василевська Марина Віталіївна               | білоруська стюардеса та космонавт | 9 квітня 2024     | 64                                          | За мужність, виявлену при здійсненні космічного польоту, значний особистий внесок у освоєння космосу                                                                                        | 14.09.1990            |